# (6198) Shirakawa
Pour les articles homonymes, voir Shirakawa.
(6198) Shirakawa est un astéroïde de la ceinture principale.

## Description
(6198) Shirakawa est un astéroïde de la ceinture principale. Il fut découvert le 10 janvier 1992 à Okutama par Tsutomu Hioki et Shuji Hayakawa. Il présente une orbite caractérisée par un demi-grand axe de 2,27 UA, une excentricité de 0,11 et une inclinaison de 4,6° par rapport à l'écliptique.

## Compléments